# 金堯如
金堯如（1923年9月—2004年1月18日），浙江紹興人，前中國共產黨黨員。早年曾負責在台灣組織地下黨運作推翻國民黨政府，1948年從台灣到香港，不久擔任香港親中共報章《文匯報》總編輯，負責中共在香港宣傳和統戰工作。文化大革命期間香港發生六七暴動，因為鬥爭路線與新華社及鬥委會的領導層出現分歧，金堯如於1968年被中共召回，在广州遭受軟禁及勞動改造，直到文革結束，中共才將他調回香港復職。
1989年六四天安門事件，金堯如等人因不滿中共暴力鎮壓學生運動，在《文匯報》社論以「痛心疾首」四個大字表達不滿。六四天安門事件後，《文匯報》一等人遭到中共整頓；金其後宣告退出中國共產黨，與中共決裂，移居美國加州，但是仍經常發表評論文章，呼籲中共推行政治改革，直至2004年初病逝。

## 生平

### 早年
金堯如在中學時，適逢中國抗日戰爭爆發。他投入抗日救亡學生運動，因而開始接近中國共產黨。紹興淪陷後，他輾轉常州、江西等地，一邊求學，一邊在學校中從事共產黨所領導的學生活動。後入福建入暨南大學，接受閩西南地区黨组织的領導，從事學生工作，並當選為學生自治會主席。

### 學生運動
暨南大學於抗戰勝利後遷回上海。1946年，北京大學發生了沈崇事件，金堯如召開暨南大學學生大會，聲稱「反美抗暴」，帶動起整個上海學生的大示威，他當選為上海學生反美抗暴聯合委員會主席團主席，組織罷課、遊行等活動。不久，他即遭到上海地方法院的傳票，指控他糾眾鬧事、打人。遂逃離上海。

### 参与组建台湾省工委
1947年2月28日前夕，因受上海地方法院傳訊，乃奉命撤離上海。1947年3月2日始到達台北，在大安里和平中學教書，住在叔公台灣省行政長官公署副官長朱瑞姻家裏；後在長官公署住了1個星期，聽過陳儀談話；金堯如按照中國共產黨指示，參加建立中共在台灣第一個省級組織——中共台灣省工委，並任中共台湾省工委常委兼宣傳部長:47-49。他在臺南的臺糖中學教書作為掩護，协助蔡孝乾等组建中共地下党，從事地下工作，准备接应中国人民解放军攻打台湾。1947年12月下旬，南京國民政府通知台灣省政府派特務逮捕金堯如，在南京中共地下黨組織獲悉此事，通知到中共台灣省工委，金堯如就在有備之下，黑夜越窗而逃:50。

### 在香港的輿論和統戰工作
1948年1月初，金堯如奉組織之命撤退到香港，找中共中央南方局方方書記和新華通訊社香港分社（實為中共中央香港工作委員會）社長喬冠華:50。1949年春，任新華社香港分社社長國際關係研究助理。1949年秋，任新華社香港分社國際政策研究組組長。1950年2月，任新華通訊社香港分社新聞室宣傳戰線黨書記，領導香港中共報刊《文匯報》、《大公報》、《新晚報》，專司中共在香港輿論和統戰工作。

### 遊說程思遠回國
1955年，周恩來提出歡迎前國民黨軍政人員回歸大陸的建議，保證來去自由。金堯如對在香港的曾任李宗仁祕書的程思遠與曾任宋子文的祕書郭增愷作工作。後來，周恩來在人民大會堂接見了他們。會見結束後，周恩來拍著金堯如的背說：「你做得很好，有貢獻，有膽識……」。程思遠回國帶動了後來李宗仁的回國。

### 文化大革命
1966年發生文化大革命，在1967年引發香港六七暴動，當時在香港出任《文匯報》副總編輯的金堯如負責引導輿論及凝聚在香港的左派人士鬥垮香港政府，但在是否將鬥爭行動升級為炸彈襲擊等方面，卻被指與領導暴動的新華社香港分社及鬥委會意見不合。1968年文化大革命發生「清理階級隊伍」時，中共以開會為名，召金堯如到廣州，问他國民黨在上海抓他没抓到，他跑到台湾去了；到台湾抓他，他又跑到香港去了，要他交代是怎么回事。就这样金堯如在广州被软禁了三年，天天写交代材料；太太和家人也被弄到广州，但不能住在一起，和他分开住。三年以后，廖承志和周恩来批示说，金堯如交代得彻底清楚了，可以平反；但是广州军区司令丁盛认为由于他长期在台湾和香港两地工作，资产阶级的世界观没有改造好，说话的态度不好，要他接受贫下中农的再教育。
1971年，金堯如去了五七幹校進行勞動改造，在那待了两到三年；五七干校以后又將他分配到广东韶关附近的红工煤矿当党校校长，在那里批林批孔，一直到打倒四人帮之后才调回北京。廖承志又派他到香港。

### 投入改革的潮流
當時，中國在胡耀邦、趙紫陽的領導下，政治、經濟體制改革出現了新的氣象。金堯如投入改革的潮流之中，為中國的改革開放搖旗吶喊。他發動海外的工商界到中國內地與經濟特區投資經商，做了大量招資引商的工作。他也在深圳引進華僑墓園，讓海外華僑可以落葉歸根。他又幫助朋友向中國大陸引進核電項目。他也介紹國外的銀行進入深圳特區設立辦事處，為特區建設吸引資金。他還幫助世界自然基金會進入中國大陸開展工作。

### 「六四事件」成轉捩點
1989年4月15日胡耀邦猝逝之後，北京爆發學生運動（八九民運），金堯如因曾主持學生運動，對此非常關心。北京於5月20日宣布戒嚴，他與在港的一些人大、政協代表，給中央發電報反對戒嚴。5月21日，《文匯報》以開天窗形式發表社論，刊登了「痛心疾首」四個大字；《文匯報》的行動帶動了左報，左派報紙造反，又帶動了中間報紙，一致譴責中共暴行。這件事被中共認為是金堯如在幕後充當黑手幹的。據1992年的金堯如專訪，他說：「這樣『表揚』我太過了。這是《文匯報》大家的一致想法，是自動自發的，我只不過是其中一個，我不敢接受這份『光榮』。李子誦比我勇敢，在大會上、電視上發言譴責鎮壓。我是在『六四』過後，才使用真實姓名發表文章批評中共的當權派、保守派、鎮壓派的。」據說《文匯報》社論開天窗一事也得到新華通訊社香港分社社長（中國共產黨中央港澳工作委員會書記）許家屯的默許。六四天安門事件後，中共秋後算賬，《文匯報》社長李子誦、副總編輯程翔、總編輯金堯如先後被迫離職，《文匯報》記者劉銳紹於1991年被辭退、更成為當時唯一被北京市市長陳希同點名為「動亂菁英」的香港人。

### 幫助許家屯出走
中共中央港澳工作委員會書記（港澳工委書記）與新華通訊社香港分社社長许家屯在1990年4月下旬，获悉江泽民、李鹏准备对其整肃後，下定了出走的决心，于是致电请时任《文汇报》董事兼总编辑的金堯如到深圳面谈。翌日一早，两人在新华社的深圳基地见面。金堯如回到香港后，就到美國駐港總領事館为许申请旅行签证，希望美国批准许4月28日赴美。美国总领事经请示美国国务院，29日才答复同意。許家屯遂于30日晚由小儿子陪同，经深圳罗湖口岸出境，过关后搭上火车。金尧如在上水站外等候，亲自駕車将许家屯带回香港家中歇息。5月1日，許家屯在香港启德机场乘機飞旧金山，成为中共建政以来出走海外成功的最高级别干部。

### 退出中共移民美国
金尧如不久后即声明退出中共，也移民美国。他堅決反對中共鎮壓六四事件，并多次演講，在《大紀元時報》等報刊寫作反對中共。
1997年10月11日，在纽约由中国大陆学者和留学生发起并主办的“辛亥革命纪念大会”上，金尧如拥抱着主讲人辛灏年流泪，这位有着近60年党龄的中共老干部痛言：“我少年时相信共产主义，那是患的少年幻想症；如果我今天还相信共产主义，那就患的是老年痴呆症了。”

### 在美逝世
2004年1月18日，金尧如在美國加州大學爾灣分校醫學院因病逝世，享年81岁。於1月24日上午8時在洛杉磯市郊玫瑰山墓園紀念禮堂（Rose Hill Memorial Chapel）舉行追思會。

## 家庭
妻謝瑩，子金陵、金建一、金慶國，女金朝虹、金朝曜。

## 金堯如基金
2009年5月21日金堯如紀念基金成立，並同時設立“金堯如新聞自由獎”，每年撥款1萬元，以獎勵在維護香港新聞自由作出貢獻的新聞從業員。由程翔與劉銳紹等出任管理委員。金堯如女兒金朝虹呼籲年輕新聞工作者，秉承金堯如的精神，推崇愛國民主思想的精神，共同維護香港新聞自由。